# Culicoides tunkinensis
Culicoides tunkinensis är en tvåvingeart som beskrevs av Mirzayeva 1985. Culicoides tunkinensis ingår i släktet Culicoides och familjen svidknott. Inga underarter finns listade i Catalogue of Life.